# Tercera División de Venezuela 2008-09
La Temporada 2008-09 de la Tercera División de Venezuela se inició el 20 de septiembre de 2008 y finalizó el 24 de mayo de 2009 con la participación de 30 equipos.

## Sistema de competición
Se disputa el Torneo Apertura y el Torneo Clausura con 6 grupos (Oriental, Central 1, Central 2, Occidental 1, Occidental 2 y Andino), los primeros de cada grupo del Torneo Apertura recibirán 3 puntos para el Torneo Clausura y los primeros de cada grupo del Torneo Clausura clasifican a la Segunda División B de Venezuela y disputan la ronda final con 2 grupos (Oriente y Occidente) a partido único clasificando los primeros de cada grupo a la final a doble partido.

## Equipos participantes
Los equipos participantes en la Temporada 2008-09 de la Tercera División del Fútbol Venezolano son los siguientes:
| Grupo Oriental: - Atlético El Callao, de El Callao - Internacional de Anzoátegui, de Puerto La Cruz - Angostura FC, de Ciudad Bolívar Grupo Central 1: - Deportivo Colonia FC, de Los Teques - Liga Bolivariana FC, de Caracas - Pellicano FC, de La Guaira - Sporting Venezuela FC, de Caracas - Deportivo Peñarol FC, de Caracas - Santa Fe CF, de Maracay Grupo Central 2: - Unión Atlético Aragua, de San Mateo - Estudiantes de Guárico FC, de San Juan de los Morros - UCV Aragua, de Maracay - La Victoria FC, de La Victoria - OD Cachimbos, de Los Teques - Deportivo Tuy, de Ocumare del Tuy |  | Grupo Occidental 1: - Portuguesa FC B, de Acarigua - Llaneros de Guanare FC B, de Guanare - Atlético Cojedes B, de San Carlos - Aragua FC B, de Maracay - Liga Unión, de Barquisimeto - Unión Lara FC B, de Barquisimeto Grupo Occidental 2: - Alianza Zuliana FC, de Maracaibo - Junior COL FC, de Lagunillas - Real Bolívar, de Lagunillas - LUZ FC, de Maracaibo - Rayo Zuliano FC, de Maracaibo Grupo Andino: - Estudiantes de Mérida FC B, de Mérida - Unión Deportivo Valera, de Valera - Sporting Bolivar FC, de Mérida - Deportivo Hawai-IUT, de La Fría |

## Torneo Apertura
El Torneo Apertura 2008 es el primer torneo de la Temporada 2008-09 en la Tercera División de Venezuela.
Leyenda: PTS (Puntos), J (Juegos), G (Ganados), E (Empatados), P (Perdidos), GF (Goles a Favor), GC (Goles en Contra), DG (Diferencia de Goles).

### Grupo Oriental
|   | Equipo                      | PTS | J | G | E | P | GF | GC | DG |
| - | --------------------------- | --- | - | - | - | - | -- | -- | -- |
| 1 | Internacional de Anzoátegui | 11  | 6 | 3 | 2 | 1 | 14 | 11 | +3 |
| 2 | Atlético El Callao          | 9   | 6 | 2 | 3 | 1 | 13 | 9  | +4 |
| 3 | Angostura FC                | 3   | 6 | 0 | 3 | 3 | 8  | 15 | -7 |

### Grupo Central 1
|   | Equipo                | PTS | J  | G | E | P | GF | GC | DG  |
| - | --------------------- | --- | -- | - | - | - | -- | -- | --- |
| 1 | Sporting Venezuela FC | 23  | 10 | 7 | 2 | 1 | 25 | 12 | +13 |
| 2 | Pellicano FC          | 21  | 10 | 6 | 3 | 1 | 29 | 8  | +21 |
| 3 | Deportivo Peñarol     | 17  | 10 | 5 | 2 | 3 | 22 | 17 | +5  |
| 4 | Liga Bolivariana FC   | 9   | 9  | 2 | 3 | 4 | 16 | 14 | +2  |
| 5 | Santa Fe C.F.         | 8   | 9  | 2 | 2 | 5 | 13 | 22 | -9  |
| 6 | Deportivo Colonia FC  | 3   | 10 | 1 | 0 | 9 | 9  | 41 | -32 |

### Grupo Central 2
|   | Equipo                    | PTS | J  | G | E | P | GF | GC | DG  |
| - | ------------------------- | --- | -- | - | - | - | -- | -- | --- |
| 1 | Unión Atlético Aragua     | 19  | 10 | 5 | 4 | 1 | 16 | 9  | +14 |
| 2 | La Victoria FC            | 17  | 9  | 4 | 5 | 0 | 10 | 1  | +9  |
| 3 | OD Cachimbos              | 10  | 10 | 2 | 4 | 4 | 8  | 15 | -7  |
| 4 | Deportivo Tuy             | 9   | 9  | 2 | 3 | 4 | 12 | 14 | -2  |
| 5 | UCV Aragua                | 8   | 10 | 0 | 8 | 2 | 7  | 10 | -3  |
| 6 | Estudiantes de Guárico FC | 7   | 8  | 1 | 4 | 3 | 4  | 8  | -4  |

### Grupo Occidental 1
|   | Equipo                     | PTS | J | G | E | P | GF | GC | DG  |
| - | -------------------------- | --- | - | - | - | - | -- | -- | --- |
| 1 | Llaneros de Guanare FC B   | 16  | 9 | 4 | 4 | 1 | 14 | 10 | +4  |
| 2 | Liga Unión de Barquisimeto | 15  | 9 | 4 | 3 | 2 | 11 | 9  | +2  |
| 3 | Aragua FC B                | 14  | 9 | 4 | 2 | 3 | 13 | 9  | +4  |
| 4 | Unión Lara FC B            | 13  | 9 | 4 | 1 | 4 | 14 | 13 | +1  |
| 5 | Portuguesa FC B            | 11  | 9 | 3 | 2 | 4 | 13 | 9  | +4  |
| 6 | Atlético Cojedes B         | 6   | 9 | 2 | 0 | 7 | 6  | 21 | -15 |

### Grupo Occidental 2
|   | Equipo             | PTS | J | G | E | P | GF | GC | DG  |
| - | ------------------ | --- | - | - | - | - | -- | -- | --- |
| 1 | Real Bolívar       | 19  | 8 | 6 | 1 | 1 | 18 | 6  | +12 |
| 2 | LUZ FC             | 13  | 7 | 4 | 1 | 2 | 14 | 11 | +3  |
| 3 | Junior COL FC      | 12  | 7 | 3 | 3 | 1 | 9  | 8  | +1  |
| 4 | Rayo Zuliano FC    | 4   | 7 | 1 | 1 | 5 | 7  | 16 | -9  |
| 5 | Alianza Zuliana FC | 3   | 7 | 1 | 0 | 6 | 9  | 16 | -7  |

### Grupo Andino
|   | Equipo                     | PTS | J | G | E | P | GF | GC | DG  |
| - | -------------------------- | --- | - | - | - | - | -- | -- | --- |
| 1 | Deportivo Hawai-IUT        | 24  | 9 | 8 | 0 | 1 | 21 | 6  | +15 |
| 2 | Estudiantes de Mérida FC B | 17  | 9 | 5 | 2 | 2 | 16 | 8  | +8  |
| 3 | Unión Deportivo Valera     | 7   | 9 | 2 | 1 | 6 | 8  | 22 | -14 |
| 4 | Sporting Bolivar FC        | 4   | 9 | 1 | 1 | 7 | 10 | 19 | -9  |

## Torneo Clausura
El Torneo Clausura 2009 es el segundo torneo de la temporada 2008/09 en la Tercera División de Venezuela.

### Grupo Oriental
|   | Equipo                          | PTS | J | G | E | P | GF | GC | DG  |                      |
| - | ------------------------------- | --- | - | - | - | - | -- | -- | --- | -------------------- |
| 1 | Internacional de Anzoátegui (*) | 14  | 6 | 3 | 2 | 1 | 15 | 9  | +6  | Asciende a Segunda B |
| 2 | Angostura FC                    | 14  | 6 | 4 | 2 | 0 | 10 | 5  | +5  |                      |
| 3 | Atlético El Callao              | 0   | 6 | 0 | 0 | 6 | 5  | 16 | -11 |                      |

- (*) 1 punto de bonificación por quedar de primero en su grupo en el Torneo Apertura.

### Grupo Central 1
|   | Equipo                    | PTS | J  | G | E | P | GF | GC | DG  |                      |
| - | ------------------------- | --- | -- | - | - | - | -- | -- | --- | -------------------- |
| 1 | Pellicano FC              | 28  | 10 | 9 | 1 | 0 | 28 | 5  | +23 | Asciende a Segunda B |
| 2 | Deportivo Peñarol         | 21  | 10 | 6 | 3 | 1 | 25 | 12 | +13 |                      |
| 3 | Santa Fe C.F.             | 20  | 10 | 6 | 2 | 2 | 25 | 14 | +11 |                      |
| 4 | Sporting Venezuela FC (*) | 12  | 10 | 3 | 0 | 7 | 21 | 30 | -9  |                      |
| 5 | Deportivo Colonia FC      | 6   | 10 | 2 | 0 | 8 | 13 | 36 | -23 |                      |
| 6 | Liga Bolivariana FC       | 3   | 10 | 1 | 0 | 9 | 11 | 26 | -15 |                      |

- (*) 1 punto de bonificación por quedar de primero en su grupo en el Torneo Apertura.

### Grupo Central 2
|   | Equipo                    | PTS | J  | G | E | P | GF | GC | DG  |                      |
| - | ------------------------- | --- | -- | - | - | - | -- | -- | --- | -------------------- |
| 1 | La Victoria FC            | 26  | 10 | 8 | 2 | 0 | 20 | 4  | +16 | Asciende a Segunda B |
| 2 | Unión Atlético Aragua (*) | 20  | 9  | 5 | 2 | 2 | 18 | 9  | +9  |                      |
| 3 | UCV Aragua                | 14  | 10 | 4 | 2 | 4 | 17 | 18 | -1  |                      |
| 4 | OD Cachimbos              | 13  | 9  | 4 | 1 | 4 | 15 | 14 | +1  |                      |
| 5 | Estudiantes de Guárico FC | 12  | 10 | 4 | 0 | 6 | 15 | 18 | -3  |                      |
| 6 | Deportivo Tuy             | 1   | 10 | 0 | 1 | 9 | 8  | 30 | -22 |                      |

- (*) 1 punto de bonificación por quedar de primero en su grupo en el Torneo Apertura.

### Grupo Occidental 1
|   | Equipo                       | PTS | J  | G | E | P | GF | GC | DG |                      |
| - | ---------------------------- | --- | -- | - | - | - | -- | -- | -- | -------------------- |
| 1 | Portuguesa FC B              | 22  | 10 | 6 | 4 | 0 | 18 | 5  | +9 | Asciende a Segunda B |
| 2 | Llaneros de Guanare FC B (*) | 18  | 10 | 4 | 3 | 3 | 17 | 14 | +3 |                      |
| 3 | Aragua FC B                  | 15  | 10 | 4 | 3 | 3 | 12 | 12 | -5 |                      |
| 4 | Liga Unión de Barquisimeto   | 11  | 10 | 2 | 5 | 3 | 11 | 13 | -4 |                      |
| 5 | Unión Lara FC B              | 10  | 10 | 2 | 4 | 4 | 13 | 18 | -3 |                      |
| 6 | Atlético Cojedes B           | 6   | 10 | 1 | 3 | 6 | 7  | 16 | -3 |                      |

### Grupo Occidental 2
|   | Equipo             | PTS | J | G | E | P | GF | GC | DG  |                      |
| - | ------------------ | --- | - | - | - | - | -- | -- | --- | -------------------- |
| 1 | Real Bolívar (*)   | 24  | 8 | 8 | 0 | 0 | 23 | 3  | +20 | Asciende a Segunda B |
| 2 | LUZ FC             | 13  | 8 | 4 | 1 | 3 | 14 | 12 | +2  |                      |
| 3 | Rayo Zuliano FC    | 9   | 8 | 3 | 0 | 5 | 7  | 13 | -6  |                      |
| 4 | Alianza Zuliana FC | 8   | 8 | 2 | 2 | 4 | 13 | 14 | -1  |                      |
| 5 | Junior COL FC      | 4   | 8 | 1 | 1 | 6 | 4  | 19 | -15 |                      |

- (*) 1 punto de bonificación por quedar de primero en su grupo en el Torneo Apertura.

### Grupo Andino
|   | Equipo                     | PTS | J | G | E | P | GF | GC | DG  |                      |
| - | -------------------------- | --- | - | - | - | - | -- | -- | --- | -------------------- |
| 1 | Estudiantes de Mérida FC B | 18  | 9 | 6 | 0 | 3 | 26 | 9  | +17 | Asciende a Segunda B |
| 2 | Deportivo Hawaii-IUT(*)    | 16  | 9 | 4 | 1 | 4 | 17 | 9  | +8  |                      |
| 3 | Unión Deportivo Valera     | 15  | 9 | 4 | 3 | 2 | 15 | 12 | +3  |                      |
| 4 | Sporting Bolívar FC        | 5   | 9 | 1 | 2 | 6 | 10 | 38 | -28 |                      |

- (*) 1 punto de bonificación por quedar de primero en su grupo en el Torneo Apertura.

## Semifinal
Las semifinales se disputaron en dos triangulares, para definir los dos finalistas.

### Grupo Centro Occidente
|   | Equipo                     | PTS | J | G | E | P | GF | GC | DG  |
| - | -------------------------- | --- | - | - | - | - | -- | -- | --- |
| 1 | Real Bolívar               | 6   | 2 | 2 | 0 | 0 | 5  | 1  | +17 |
| 2 | Estudiantes de Mérida FC B | 3   | 2 | 1 | 0 | 1 | 5  | 4  | +8  |
| 3 | Portuguesa Fútbol Club B   | 0   | 2 | 0 | 0 | 2 | 1  | 6  | +3  |

| 25 de abril de 2009 | Estudiantes de Mérida FC B                                                  | 4-1 (2-1) | Portuguesa Fútbol Club B |  |  |
|                     | Eduardo Porto 34' · Luis Morales 40' · José Alarcón 72' · Héctor Rondón 78' |           | Jesús Perozo 6'          |  |  |

| 13 de mayo de 2009 | Portuguesa Fútbol Club B        | 0-2 (0-1) | Real Bolívar |  |  |
|                    | Jean Duarte 31' · Adal Peña 84' |           |              |  |  |

| 10 de mayo de 2009 | Real Bolívar | 3-1' | Estudiantes de Mérida FC B |  |  |

### Grupo Centro Oriente
|   | Equipo                      | PTS | J | G | E | P | GF | GC | DG |
| - | --------------------------- | --- | - | - | - | - | -- | -- | -- |
| 1 | La Victoria FC              | 4   | 2 | 1 | 1 | 0 | 4  | 2  | +2 |
| 2 | Internacional de Anzoátegui | 4   | 2 | 1 | 1 | 0 | 3  | 1  | +2 |
| 3 | Pellicano FC                | 0   | 2 | 0 | 0 | 2 | 1  | 5  | -4 |

| 26 de abril de 2009 | Internacional de Anzoátegui | 1-1 (0-1) | La Victoria FC    | Estadio Salvador de la Plaza, Puerto La Cruz |  |
|                     | Juan Ospino 81'             |           | Carlos Pineda 20' |                                              |  |

| 3 de mayo de 2009 | La Victoria FC                                         | 3-1 (2-0) | Pellicano FC     | Estadio José Nieto de la Victoria, |  |
|                   | Rayner Silva 2' · Carlos Pineda 19' · Abel Uztariz 51' |           | Luis Padilla 80' |                                    |  |

| 10 de mayo de 2009 | Pellicano FC | 0-2' | Internacional de Anzoátegui |  |  |

## Final
| 17 de mayo de 2009 | Real Bolívar | 1-0' | La Victoria FC |  |  |

| 24 de mayo de 2009                                                          | La Victoria FC   | 1-2 (0-1) | Real Bolívar                            | Estadio "José Rodolfo Nieto", La Victoria |  |
|                                                                             | Abel Uztariz 53' |           | Jimy Zambrano 16' · Jorge Rodríguez 62' |                                           |  |
| Real Bolívar FC consigue su 1er título de la Tercera División de Venezuela. |                  |           |                                         |                                           |  |

Real Bolívar

Campeón